# 渥美半島県立自然公園
渥美半島県立自然公園（あつみはんとうけんりつしぜんこうえん）は、愛知県にある総面積12,556haの県立自然公園である。

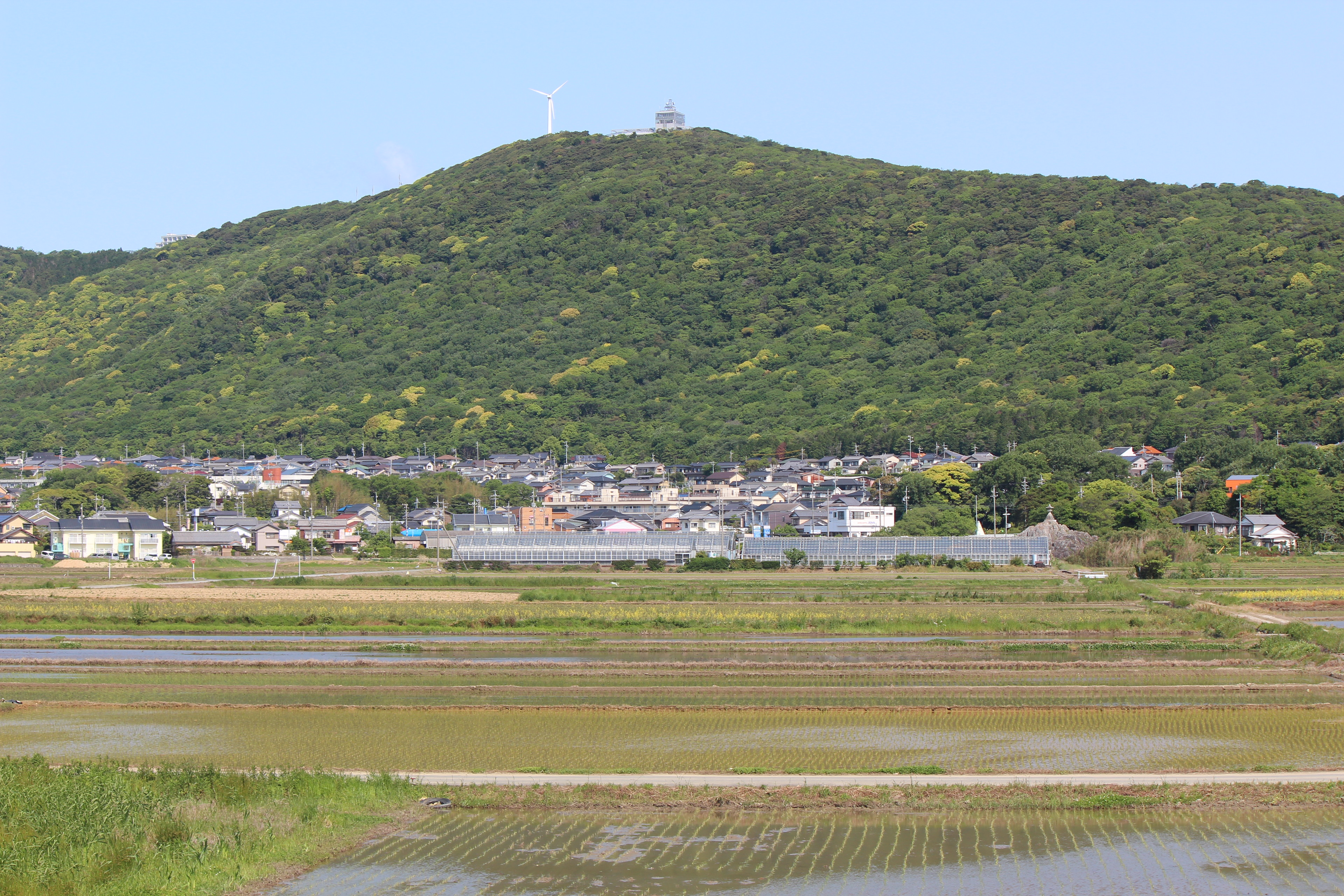
東方の麓から望む蔵王山

## 沿革
- 1968年5月1日 愛知県内初の県立自然公園として南知多県立自然公園と共に指定。

## 概要
渥美半島県立自然公園は、渥美半島の三河湾国定公園に隣接する内陸部の田園風景が景観の中心となっている。
また、古くから水資源に乏しい土地柄で現在は豊川用水の水に頼っている。
地元では梅田川を境に気候が違うと言われ、気温が高く農業用ハウスが林立し花卉、メロンの生産が盛んである。

## 区域
- 田原市 の一部